# Cohors I Flavia (Moesia)
Die Cohors I Flavia [equitata] (deutsch 1. Kohorte die Flavische [teilberitten]) war eine römische Auxiliareinheit. Sie ist durch Militärdiplome und Inschriften belegt.

## Namensbestandteile
- Flavia: die Flavische. Die Ehrenbezeichnung bezieht sich auf die flavischen Kaiser Vespasian, Titus und Domitian.

- equitata: teilberitten. Die Einheit war ein gemischter Verband aus Infanterie und Kavallerie.

Da es keine Hinweise auf den Namenszusatz milliaria (1000 Mann) gibt, war die Einheit eine Cohors (quingenaria) equitata. Die Sollstärke der Kohorte lag bei 600 Mann (480 Mann Infanterie und 120 Reiter), bestehend aus 6 Centurien Infanterie mit jeweils 80 Mann sowie 4 Turmae Kavallerie mit jeweils 30 Reitern.

## Geschichte
Die Kohorte war in den Provinzen Moesia superior und Africa (in dieser Reihenfolge) stationiert. Sie ist auf Militärdiplomen für die Jahre 112 bis 128/129 n. Chr. aufgeführt.
Der erste Nachweis in Moesia superior beruht auf einem Diplom, das auf 112 datiert ist. In dem Diplom wird die Kohorte als Teil der Truppen (siehe Römische Streitkräfte in Moesia) aufgeführt, die in der Provinz stationiert waren. Ein weiteres Diplom, das auf 115 datiert ist, belegt die Einheit in derselben Provinz. In dem Diplom von 115 wird die Einheit unter denjenigen Kohorten aufgeführt, die für den Partherkrieg Trajans abkommandiert wurden (translatis in expeditione).
Zu einem unbestimmten Zeitpunkt wurde die Einheit in die Provinz Africa verlegt. Der erste Nachweis der Einheit in Africa beruht auf Diplomen, die auf 127 datiert sind. In den Diplomen wird die Kohorte als Teil der Truppen (siehe Römische Streitkräfte in Africa) aufgeführt, die in der Provinz stationiert waren. Ein weiteres Diplom, das auf 128/129 datiert ist, belegt die Einheit in derselben Provinz.

## Standorte
Standorte der Kohorte sind nicht bekannt.

## Angehörige der Kohorte
Folgende Angehörige der Kohorte sind bekannt.
| - L(ucius) Clodius Saturninus, ein Centurio (CIL 8, 2844) - Lucretius Maxim(us), ein Imaginifer (CIL 8, 4527) | - T(itus) Avidius Apollinaris, ein Medicus (AfrRom-11-01-397) |